# While the City Sleeps (1928)
While the City Sleeps is een Amerikaanse misdaadfilm uit 1928 onder regie van Jack Conway. In Nederland werd de film destijds uitgebracht onder de titel Het nachtleven van New York.

## Verhaal
Een vrouw weet te veel over een crimineel. Een politieagent wil haar beschermen en biedt haar een toevluchtsoord aan in zijn appartement. Ze beseft niet dat de man verliefd is geworden op haar.

## Rolverdeling
| Acteur              | Personage             |
| ------------------- | --------------------- |
| Lon Chaney          | Dan Coghlan           |
| Anita Page          | Myrtle Sullivan       |
| Carroll Nye         | Marty                 |
| Wheeler Oakman      | Eddie Skeeter Carlson |
| Mae Busch           | Bessie Ward           |
| Polly Moran         | Minnie McGinnis       |
| Lydia Yeamans Titus | Mevrouw Sullivan      |
| William Orlamond    | Dwiggins              |
| Richard Carle       | Wally                 |